# The Password Game
The Password Game é um jogo eletrônico de navegador de 2023 desenvolvido por Neal Agarwal, em que o jogador cria uma senha a partir de regras muitos complicadas e inusitadas. Baseado na experiência de Neal com políticas de senhas, o jogo foi desenvolvido em dois meses, lançando em 27 de junho de 2023. O jogo se tornou popular e reconhecido na mídia pela jogabilidade absurda e comentários na experiência do jogador em gerar uma senha.

## Jogabilidade

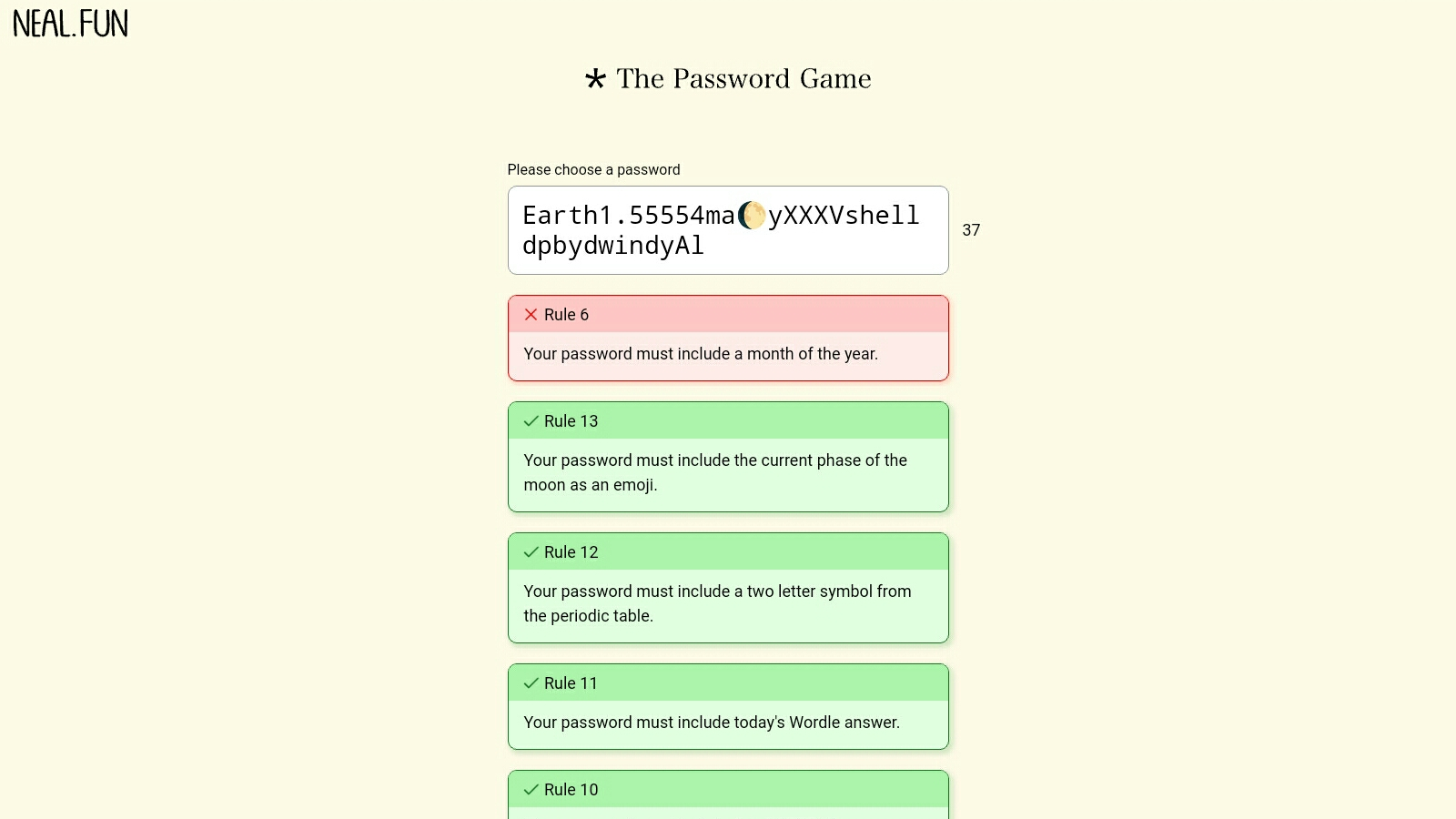
O jogador deve seguir regras rigidas que podem conflitar umas das outras, e ao mesmo tempo requer jogadores jogar outros jogos, como xadrez. Nessa captura de tela, a inserção de um emoji da lua satisfaz a regra 13; no entanto, acaba dividindo a palavra "maio", quebrando a regra 6

The Password Game é um jogo baseado em navegador de quebra cabeça. O jogador é pedido para digitar uma senha em uma caixa de entrada de texto. O jogador tem um total de 35 regras que o jogador deve seguir e que aparece em uma ordem específica. Conforme o jogador muda a senha para atender a primeira regra, uma segunda regra aparece e vai progredindo assim. Para cada regra adicional o jogador deve seguir todas as regras anteriores para progredir, que pode causar conflito. Quando todas as 35 regras são concluídas, O jogador tem que confirmar como a senha final e depois tem 2 minutos para reescrever a senha ou o jogo termina.
Embora os requerimentos iniciais incluem colocar um mínimo de caracteres ou incluir números, letras maiusculas ou caracteres especiais, as regras ficam gradualmente mais inusitadas e complexas. Esses podem envolver ter numerais romanos para multiplicar, adicionar o nome de um país que o jogador tem que adivinhar por imagens aleatórias do Street View(uma referência  a GeoGuessr), inserir a resposta do Wordle do dia, digitar o melhor movimento em uma posição gerada de xadrez usando notação algébrica de xadrez, inserir a URL de um vídeo do YouTube em uma duração gerada aleatoriamente, entre outros.

## Desenvolvimento e lançamento
The Password Game was developed by Neal Agarwal, que posta seus jogos no seu site, Neal.fun. Agarwal havia conceituado a ideia do jogo como uma paródia das políticas de senhas em como eles ficaram "estranhas". Segundo Agarwal, "a gota d'água absoluta" que fez ele começar a trabalhar no jogo pode ter sido quando ele estava tentando criar uma conta em um serviço e foi dito que a senha dele era muito longa, zombando da noção de uma senha ser "muito segura". O desenvolvimento começou no final de abril de 2023 e demorou dois meses. Agarwal mencionou que implementar expressões regulares era difícil, especialmente devido aos recursos do editor de texto do jogo que aparece quando o jogador progrede no jogo, como fazer o texto em negrito ou em itálico. Algumas dos requerimentos de senha do jogo foram sugeridos a ele no Twitter. Antes do lançamento, Agarwal estava inseguro se vencer o jogo seria possivel; ele tentou sem sucesso várias vezes. O jogo foi lançado em seu site em 27 de junho de 2023.